# Генерал-губернатор
Генера́л-губерна́тор (англ. governor-general, в Канаде и Индии — governor general) — назначенный представитель главы государства или правительства для управления некоторой территорией, обычно колониальной.
Этот титул используется Британской Короной в Королевствах Содружества Наций, или в бывших британских владениях. Например, должность генерал-губернатора Индии существовала с 1773 года по 1950 год. Представитель Короны — термин, используемых в различных конституциях для обозначения генерал-губернатора; неформально часто использовался термин вице-король.
Нидерланды также назначают генерал-губернаторов для заморских территорий, например для Арубы и Антил.
Титул использовался в Русском царстве и Императорской России, в период с 1703 года по 1917 год, являлся высшей должностью местной администрации; обладал гражданской и военной властью, с 1775 года возглавлял генерал-губернаторство.

## Использование в Содружестве наций
Сейчас титул «генерал-губернатор» используется для стран, у которых король Карл III — глава государства, или суверен, исключая Соединённое королевство.
Термин произошёл от британских колоний, ставших самоуправляемыми доминионами Британской империи; (например, Австралия, Канада и Новая Зеландия). С отделением Новой Зеландии, каждая из этих колоний имела свои части, которыми правил губернатор, и поэтому представителям короля в доминионе давался более высокий титул генерал-губернатора. Новая Зеландия получила статус доминиона в 1907 году, но поскольку она не являлась федеральным государством, не было необходимости изменять титул губернатора. Наконец, 28 июня 1917 года Артур Фолджемб, 2-й граф Ливерпуль был назначен первым генерал-губернатором Новой Зеландии. Наоборот, Ньюфаундленд был доминионом 16 лет, но представитель Короны носил титул губернатора.

### Власть
Генерал-губернатор может использовать почти любую власть («reserve power»), которую имеет король. Кроме редких случаев, он действует в согласии с конституционным соглашением и по совету премьер-министра. Это проявилось в 1975 году, когда генерал-губернатор Австралии сэр Джон Керр отправил в отставку премьер-министра Гофа Уитлэма.

### Назначения
До 1920 года генерал-губернаторы были британцами, назначенными по совету британского правительства и представляли британское правительство в каждом доминионе. Генерал-губернатор мог быть проинструктирован Министерством Колоний на предмет его функций и обязанностей, как например использование или выдача королевского согласия на законопроект. В 1931 году в результате обсуждения Конференции Содружества 1926 года и принятой на нём Декларации Бальфура, был принят Вестминстерский статут 1931 года и это полномочие было отменено. Генерал-губернатор стал только представителем Суверена, и отношения с Соединённым королевством передано в руки высокого комиссара в каждой стране.
Также в 1929 году австралийский премьер-министр Джеймс Скаллин установил право премьера доминиона прямо советовать монарху о назначении генерал-губернатора, настаивая, что его выбор выше рекомендаций британского правительства.
Первым генерал-губернатором Индии стал Луис Маунтбеттен, который стал последним вице-королём; второй и последний был Чакравартхи Раджагопалачари; после того, как в 1950 году была провозглашена республика, генерал-губернатор сменился президентом, не имеющим исполнительной власти согласно конституции.
Сейчас генерал-губернатор есть в следующих странах:
| Королевство Содружества | С…   |  |
| ----------------------- | ---- |  |
| Канада                  | 1867 |  |
| Австралия               | 1901 |  |
| Новая Зеландия          | 1917 |  |
| Ямайка                  | 1962 |  |
| Багамы                  | 1973 |  |
| Гренада                 | 1974 |  |
| Папуа — Новая Гвинея    | 1975 |  |
| Соломоновы Острова      | 1978 |  |
| Тувалу                  | 1978 |  |
| Сент-Люсия              | 1979 |  |
| Сан-Винсент и Гренадины | 1979 |  |
| Антигуа и Барбуда       | 1981 |  |
| Белиз                   | 1981 |  |
| Сент Китс и Невис       | 1983 |  |

Генерал-губернатором обычно становится лицо с безупречным послужным списком: политик, судья или военный; иногда это видные фигуры из области спорта, науки, культуры, священнослужители или филантропы. Генерал-губернатор назначается британским королем по запросу премьер-министра соответствующей страны. В Папуа — Новой Гвинее и Соломоновых Островах генерал-губернаторы избираются парламентом и представляются для последующего назначения королем.

## Прочие примеры использования в Европе
- С 1636 по 1815 год шведские генерал-губернаторы обычно назначались в шведские владения в Померании, а иногда также и в Сконе.
- С 1809 по 1918 год российские генерал-губернаторы управляли Великим княжеством Финляндским.
- С 1939 по 1945 год, во время немецкой оккупации Польши, часть страны была выделена в Генерал-губернаторство, и Ганс Франк носил этот титул (Generalgouverneur für die besetzten polnischen Gebiete).

## Восточные эквиваленты
- С 1644 по 1911 год в Цинском Китае генерал-губернатор или цзунду был высочайшим должностным лицом военных и гражданских дел в одной или нескольких провинциях
- С 1895 по 1945 год Тайванем управлял японский генерал-губернатор.
- С 1910 по 1945 год Кореей управлял японский генерал-губернатор Кореи.

## Российская империя
В Российской империи так называлось должностное лицо, которому вверялось главное заведование одной или несколькими губерниями. Понятие возникло в связи с Указом Петра I от 18 декабря 1708 года о разделении России на 8 губерний: Пётр I назначил генерал-губернаторами в Ингерманландскую (переименованную в 1710 году в Санкт-Петербургскую) и Азовскую губернии соответственно светлейшего князя А. Д. Меншикова и генерал-адмирала Ф. М. Апраксина. Назначенные им руководители остальных 6 губерний именовались в царском указе как «губернаторы». Первоначально генерал-губернатор и губернатор ничем не отличались; титул носил лишь почётный характер. Первый генерал-губернатор Москвы был назначен в 1730 году. Впоследствии так назывались руководители наместничеств и генерал-губернаторств.
Указом от 23 октября 1782 Екатерины II были введены придворные мундиры для генерал-губернаторов и чиновников, характерных по цвету гербов российских губерний.
На рубеже XIX—XX вв. сложилась система, по которой принципиальное отличие генерал-губернатора от губернатора состояло в том, что первый подчинялся напрямую императору, а второй был чиновником МВД. Соответственно, у генерал-губернатора было намного больше полномочий. В конце XIX века в империи имелись следующие генерал-губернаторства:
- Московское,
- Киевское,
- Виленское,
- Варшавское,
- Иркутское,
- Приамурское,
- Туркестанское,
- Степное и
- Западно-Сибирское (1822—1882 годы, упразднено после образования Степного).

В Великом княжестве Финляндском был особый генерал-губернатор, действующий по законам Финляндии.

### Власть
В 1853 году была издана Общая инструкция генерал-губернаторам, по которой генерал-губернатор являлся блюстителем неприкосновенности верховных прав самодержавия, пользы государства и точного исполнения законов и распоряжений высшего правительства по всем частям управления во вверенном ему крае. Он преследует всеми зависящими от него средствами излишнюю роскошь, расточительность, беспутство, мотовство. При чрезвычайных бедствиях народных он вникает со всей подробностью в нужды пострадавших для немедленного облегчения их положения. Он наблюдает, чтобы дворяне вели жизнь приличную их происхождению и служили примером прочим сословиям; чтобы юношество получало воспитание в правилах чистой веры, доброй нравственности и в чувствах преданности к престолу и отечеству; чтобы молодые дворяне не находились во вредной праздности; чтобы каждый во всех сословиях снискивал себе пропитание трудом честным и полезным. Он пользуется всяким случаем для указания истинных и прямых способов к развитию и улучшению сельского хозяйства; он не оставляет без внимания фабричную, заводскую и ремесленную промышленность, направляя её к предметам необходимых нужд и потребностей и к выгодам как производителей, так и потребителей. Он прилагает попечение к правильной разработке и пользованию естественными богатствами природы, без напрасного и несвоевременного их истощения. Он должен поощрять все частные общеполезные предприятия торговые и промышленные; вредные во всех отношениях для государства действия монополистов преследуются им со всей строгостью.
Все эти правила и другие, им аналогичные, имели, скорее характер наставления, чем обязательного предписания.
Начальник губернии (то есть губернатор) и все прочие места и лица, составляющие губернское управление, исполняют все законные требования, предложения и предписания генерал-губернатора. В местностях, в которых введены в действие судебные уставы императора Александра II, в делах судебных генерал-губернатор участия не принимает; в остальных же местностях по всем делам, подлежащим рассмотрению и решению судебных мест прежнего устройства, он руководствуется правилом, что он не судья, но только блюститель правосудия и установленного порядка. Посему он не вмешивается в обсуждение дела, когда по закону к тому не уполномочен.
Никакая новая мера или особое распоряжение, относящееся до благоустройства, общей пользы и казённого интереса в крае, не предпринимается иначе, как по предварительном истребовании соображений и заключений генерал-губернатора. Распоряжения министров и главноуправляющих по всем вообще предметам губернского управления передаются к исполнению в губернии не иначе, как через генерал-губернатора. Имея право представлять непосредственно на высочайшее усмотрение о всем, что признает нужным и необходимым, генерал-губернатор обязан пользоваться этим правом с должной осмотрительностью, делая представления только о делах особенной важности и в чрезвычайных случаях. Генерал-губернаторы определяются по непосредственному избранию и особому личному к ним доверию его императорского величества.
По высочайшему утверждённому положению комитета министров от 25 (13) июля 1876 год (№ 56203), генерал-губернаторы получили право издавать обязательные постановления в видах правильного и успешного исполнения, сообразно с местными условиями, узаконенный об общественном благочинии, порядке и безопасности. Они имели право изменять и отменять подобные постановления, изданные подчиненными им губернаторами.
Высочайший указ 5 апреля 1879 года, учреждая несколько должностей временных генерал-губернаторов (в Петербурге, Харькове, Одессе), предоставил как им, так и постоянным генерал-губернаторам обширные чрезвычайные права, точнее определённые законом 14 августа 1881 года. На основании этого закона в местностях, подведомственных генерал-губернаторам, последним с утверждения министра внутренних дел принадлежит право первоначального объявления какой-либо местности в положении усиленной охраны, после чего генерал-губернаторам предоставляется воспрещать всякие народные общественные и даже частные собрания; делать распоряжения о закрытии всяких вообще торговых и промышленных заведений; воспрещать отдельным личностям пребывание в данной местности; передавать на рассмотрение военного суда отдельные дела о преступлениях, общими уголовными законами предусмотренных; требовать рассмотрения при закрытых дверях всех тех судебных дел, публичное рассмотрение которых может послужить поводом к возбуждению умов и нарушению порядка; требовать рассмотрения дел о государственных преступлениях в том же порядке или с особыми, сверх того, ограничениями. Утверждение всех приговоров военного суда принадлежит генерал-губернатору. Все означенные правила сохраняют свою силу и в том случае, когда местности, вверенные генерал-губернатору, будут объявлены особым высочайше утверждённым положением комитета министров на положении чрезвычайной охраны.
По закону 18 июня 1892 года при объявлении какой-либо губернии, области, уезда, округа или отдельных населенных мест, входящих в районы театра военных действий и имеющих особо важное значение для интересов государственных или специально военных, состоящими на военном положении высшее направление действий по охранению государственного порядка и общественного спокойствия переходит к главнокомандующему и командующим армиями. В районе действий армии командующему ею подчиняется местный генерал-губернатор или лицо, которому присваиваются права последнего. В местностях, состоящих на военном положении, права и обязанности по охранению государственного порядка и общественной безопасности возлагаются на местного генерал-губернатора (или главноначальствующего), который имеет право: издавать обязательные постановления по предметам, относящимся к предупреждению нарушения общественного порядка и государственной безопасности; устанавливать за нарушение таковых обязательных постановлений взыскания, не превышающие штрафа до трёх тысяч рублей или заключения в тюрьме или крепости до трёх месяцев; передавать на рассмотрение военного суда отдельные дела о всяких преступлениях, общими уголовными законами предусмотренных; исключать из общей подсудности целые категории дел об известного рода преступлениях и проступках; окончательно утверждать приговоры военных судов по вышеозначенным делам. Равным образом генерал-губернатор имеет право воспрещать всякие собрания; закрывать всякие вообще торговые и промышленные заведения; закрывать и приостанавливать очередные собрания сословных, городских и земских учреждений; закрывать учебные заведения на срок до одного месяца; приостанавливать периодические издания на все время объявленного военного положения; воспрещать отдельным лицам пребывание в местностях, объявленных на военном положении; высылать из этих мест отдельных лиц во внутренние губернии с учреждением над ними полицейского надзора; налагать секвестр на недвижимые и арест на движимые имущества и доходы с них, когда путём распоряжения такими имуществами или доходами владельцем достигаются преступные цели; устранять от должности на время объявленного военного положения чиновников всех ведомств, не занимающих должностей первых трёх классов, а также лиц, служащих по выборам в сословных, городских и земских учреждениях.
До 1892 года ответственность генерал-губернатора точно была определена только для Сибири (Свод законов Российской империи, т. II, ст. 428—434, Учр. Сиб.). 9 марта 1892 года постановлено распространить на генерал-губернаторов правила об ответственности членов Государственного совета и министров, высочайше утверждённые 15 февраля 1889 года.

## Современная практика
В конце 2011 года, в рамках реорганизации системы вооруженных сил и создании войск территориальной обороны, президент Белоруссии А. Г. Лукашенко присвоил воинские звания генерал-майоров 6 губернаторам областей и мэру города Минска. В своём заявлении он подчеркнул, что главы регионов «становятся генерал-губернаторами».